# Alcides Mañay
Alcides Mañay – piłkarz urugwajski noszący przydomek Radar, pomocnik.
Jako piłkarz klubu Defensor Sporting wziął udział w turnieju Copa América 1946, gdzie Urugwaj zajął czwarte miejsce. Mañay zagrał w dwóch meczach - z Chile (tylko w pierwszej połowie - w przerwie zmienił go Obdulio Varela) i Boliwią (tylko w drugiej połowie - w przerwie zastąpił Uribe Durána).
W 1950 roku grał w kolumbijskim klubie Cúcuta Deportivo.